# Steffen Marciniak

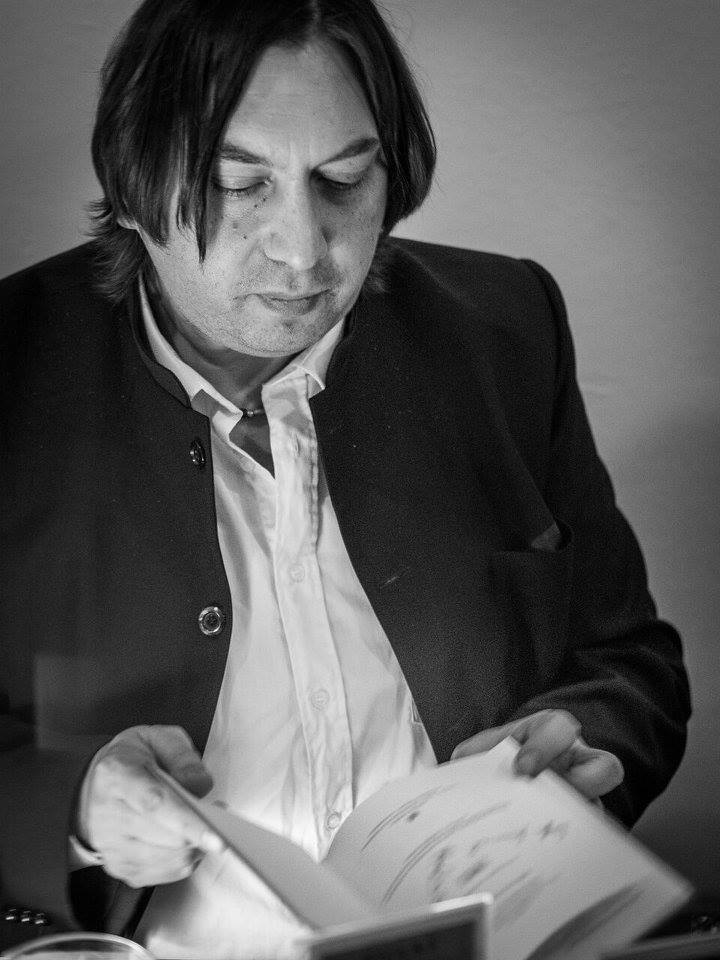
Steffen Marciniak, 2015. Berlin, Buchpremiere „Kyparissos oder Die Gabe des Orakels“

Steffen Marciniak (* in Stralsund) ist ein deutscher Schriftsteller. Er lebt in Berlin.

## Leben
Geboren in Stralsund, dort Abitur und Studium der Wirtschaftswissenschaften, später Kulturwissenschaften an der Berliner Humboldt-Universität. Seit 1988 lebt Marciniak in Berlin. In Berlin arbeitete er viele Jahre in einer Kunstbuchhandlung und später als Antiquar. 2007 bis 2016 war er Erst-Lektor für die ersten Romane von Abbas Khider, 2014–15 Lyrik-Lektor im Aphaia Verlag (Berlin), u. a. für Harald Gröhler, Frederike Frei, Hans-Christian Tappe, Martin A. Völker, Alexander Günther und Max Drushinin. Steffen Marciniaks erste Buchveröffentlichung erfolgte 2014 im Aphaia Verlag. Seither folgten weitere eigenständige Veröffentlichungen sowie zahlreiche Beiträge für Anthologien in verschiedenen Verlagen und literarischen Zeitschriften.
2016–18 war er im Größenwahn-Verlag (Frankfurt/M.) Lektor für Lyrik und Queer-Literatur und Mitarbeiter an der Buchreihe „Griechische Einladung“, ab 2018 freier Lektor. Für den Anthea-Verlag (Berlin) kuratierte und moderierte er 2016–17 mehrere Veranstaltungen der „Karlshorster Abendgesellschaft“ in Berlin und auf Kreta / Griechenland zu Literatur und kulturpolitischen Themen. Er lud dazu die Gesprächspartner Ralf Gnosa, Harald Gröhler, Sigrun Casper, Thomas Pregel, Peter Völker, Bisera Boškailo und Marion Schneider ein.
Seit 2016 ist Steffen Marciniak Mitorganisator des Griechisch-Deutschen Literaturfestivals, im Februar 2017 Organisator des sechstägigen 4. Griechisch-Deutschen Lesefestivals in der Galerie Terzo in Berlin, anlässlich des 80. Geburtstages von Kostas Papanastasiou, mit über 50 Teilnehmern in 32 Veranstaltungen. 2019–2022 war er Kurator für Literatur beim Internationalen Musik- und Kulturfestival Uckermark. 2019 initiierte Steffen Marciniak den Hanns-Meinke-Preis für junge Lyrik beim Verlag der 9 Reiche und gab ihn zusammen mit dem Uckermark-Festival an die Preisträger aus, seit 2023 als Kurator beim Lyrikverein Lyrik lebt e. V.
Zudem tritt der Autor u. a. regelmäßig als Moderator auf, u. a. beim Lessinghaus-Literatursalons und beim Wilmersdorfer Lesesalon der Künstlerkolonie Berlin auf.
Seit 2021 ist Steffen Marciniak Herausgeber der Lyrik-Edition NEUN beim Berliner Verlag der 9 Reiche. Er ist u. a. Mitglied im Verband Deutscher Schriftsteller (VS), im Autorenkreis Plesse sowie den literarischen Vereinigungen der Paul Ernst Gesellschaft e.V. und der Klaus Mann Initiative Berlin e. V. - Als Mitglied der Gesellschaft für zeitgenössische Lyrik (GZL) schreibt oder verantwortet er dort seit 2024 die monatliche "Empfehlung des Monats" für Lyrik. und ist Jurymitglied für die halbjährlichen Ausgaben der Zeitschrift Poesiealbum neu.

## Werk
Im Jahr 2014 begann Steffen Marciniak mit einer Nonalogie unter dem Reihentitel Ephebische Novellen, zu der bisher drei Einzeltitel im Aphaia Verlag erschienen sind. Hier stellt er junge Nebenfiguren der griechischen Mythenwelt ins Zentrum der Geschichten und lässt die berühmteren Figuren (in den ersten drei Bänden: Herakles, Apollon und Helios) als zweite Protagonisten auftauchen. Jeder Band mit in sich abgeschlossenen Novellen wird von einem anderen Künstler illustriert.
Eine zweite Reihe mit Lyrik, die im Anthea Verlag in der Edition Lyropa von 2018 bis 2019 erschien, versammelt Gedichte und Dichtungen des Autors. Je ein Band erschien zur Antike und zur Angelologie.
2019 trat der Autor erstmals als Herausgeber hervor. In dem umfangreichen Antike-Buch „Entführung in die Antike. Neue Geschichten um griechische Mythen“ (Verlag PalmArtPress) sind Geschichten und Gedichte von 63 zeitgenössischen Autoren versammelt, u. a. von Günter Kunert, Rolf Hochhuth, Christoph Meckel, Volker Braun, Christoph Geiser, Thomas Böhme, Carmen-Francesca Banciu, Norbert Hummelt, Ulrich Grasnick, Detlev Block, Charlotte Ueckert.
Steffen Marciniak ist mit Kurzprosa, Lyrik, Essayistik in über 40 Anthologien vertreten, u. a. im Größenwahn-Verlag, Konkursbuch-Verlag, Geest-Verlag, Hirnkost-Verlag, Quintus-Verlag. Er schrieb Vorworte für Lyrikbände.

## Veröffentlichungen

### Einzelveröffentlichungen
- HYLAS oder Der Triumph der Nymphe. Mit Illustrationen von Reinhart Hevicke und einem Vorwort von Martin A. Völker. Berlin: Aphaia Verlag, 2014. ISBN 978-3-926677-87-7
- KYPARISSOS oder Die Gabe des Orakels. Mit Illustrationen von Herlambang Bayu Aji und einem Vorwort von Harald Gröhler. Berlin: Aphaia Verlag, 2015. ISBN 978-3-926677-91-4
- ÄolsHarfenKlänge. Dichtungen. Mit Illustrationen von Hans-Christian Tappe. Berlin: Anthea Verlag, 2018. ISBN 978-3-89998-255-8
- Einblattdruck 135: GANYMEDES oder Die Geburt des Mythos. Mit Illustration von Hannes Steinert. Berlin: Verlag PalmArtPress, 2019.
- ErzEngelGesänge. Dichtungen. Mit Illustrationen von Nguyen Huu Uy. Berlin: Anthea Verlag, 2019. ISBN 978-3-89998-324-1
- PHAETHON oder Der Pfad der Sonne. Mit Illustrationen von Anselm Retzlaff und einem Vorwort von Max Drushinin. München: Aphaia Verlag, 2020. ISBN 978-3-946574-13-2
- Prinzenverstecke. Mit Grafiken von Steffen Büchner. Lyrik-Edition NEUN, Bd. 9, Berlin, Verlag der 9 Reiche, 2023, ISBN 978-3-948999-09-4.

### Herausgeberschaften
- Entführung in die Antike. Mit Zeichnungen von Hans-Christian Tappe und Vorwort von Michael Speier. Berlin: Verlag PalmArtPress, 2019.
- Lyrik-Edition NEUN. Herausgegeben von Steffen Marciniak, Zeichnungen von Steffen Büchner. Laufende Lyrik-Reihe. Berlin: Verlag der 9 Reiche, ab 2021.
- Tänzer auf dem Seil. Zum 85. Geburtstag von Ulrich Grasnick, Berlin: Verlag der 9 Reiche, 2023.